# Thornsgill Beck, Mosedale Beck und Wolf Crag Site of Special Scientific Interest

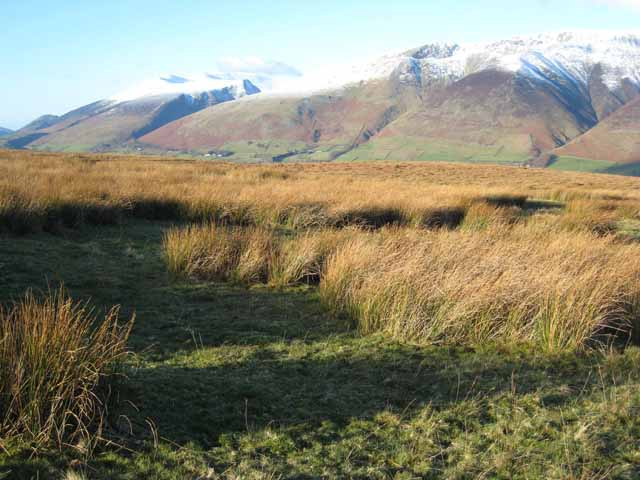
Threlkeld Common mit Blick zum Skiddaw (links) und Blencathra

Der Thornsgill Beck, Mosedale Beck und Wolf Crags Site of Special Scientific Interest ist ein als Site of Special Scientific Interest besonders geschütztes Naturschutzgebiet. Der Ort liegt etwa 10 km östlich von Keswick an der Nordseite des Threlkeld Common.
Das Schutzgebiet besteht seit 1998 und umfasst 98,3 Hektar. Markante Punkte sind der Thornsgill Beck, der Mosedale Beck und die Wolf Crags.
Er ist von großer Bedeutung für die Erforschung des Quartär in Nord-West England. Die Gesteinsschichten geben einen guten Einblick in die Vereisung des Gebietes vor der letzten Kaltzeit.